# Manuel Andrés González Rivera
Manuel Andrés González Rivera (Lepe, Huelva, 8 de enero de 1970) es un político español perteneciente al Partido Popular. Actualmente es Diputado por Huelva en el Parlamento de Andalucía, donde es además Secretario Primero  de la Mesa. Por último ha sido alcalde de la ciudad de Lepe desde 2003 a 2013.

## Infancia y formación
Manuel Andrés nació en Huelva (España) el 8 de enero de 1970. Tras concluir los estudios de EGB en el colegio público Alonso Barba en 1984, continuó su formación realizando el Bachillerato en el Instituto Rafael Reyes de Cartaya, Huelva.  En el año 1994 concluyó sus estudios de Licenciatura en Derecho en la Universidad de Huelva y comenzó su andadura profesional en la abogacía con despacho profesional en Lepe hasta el año 2012. En el año 2022 completó su formación universitaria con el Grado en Ciencias Políticas y de la Administración en la Universidad Nacional de Educación a Distancia (UNED).
Durante su juventud, fue miembro del Grupo Scout Rhode’s de Lepe durante dieciocho años, cinco de ellos liderando el grupo. Formó parte del Consejo Local de Juventud cuando se creó esta institución en Lepe. Fue Secretario de la asociación "Amistad de Lepe con el Pueblo Saharaui". Colaboró con la asociación "Huelva Acoge" en el asesoramiento jurídico y atención a la población inmigrante. Fue miembro de la Junta de Gobierno de la hermandad de la Virgen de la Bella y presidente del Club Deportivo San Roque de Lepe.

## Carrera política

### Inicios
Se afilió al Partido Popular y a Nuevas Generaciones en 1994, siendo elegido después Secretario General de estas dos formaciones en el ámbito local y fue designado Coordinador de la Costa Occidental del Partido Popular de Huelva a nivel provincial. Sus primeras elecciones fueron como número dos en la lista presentada por el Partido Popular en Lepe en las elecciones municipales de 1995, resultando elegido concejal del Partido Popular y situándose su grupo en la oposición. En esta ocasión, el PP entró por primera vez al Ayuntamiento de Lepe con 6 concejales. Fue reelegido en 1999 junto a otros 4 concejales del PP, continuando su labor como concejal y, en esta ocasión, principal portavoz de la oposición, frente a otra mayoría absoluta del PSOE en el municipio onubense.

### Alcaldía de Lepe
Tras conseguir el Partido Popular 9 de los 21 concejales del Ayuntamiento de Lepe, empatando en número con el PSOE, Manuel Andrés González accedió a la alcaldía por primera vez en junio de 2003 con los votos del Partido Popular y el Partido Andalucista. En 2004 fue nombrado presidente local del Partido Popular en Lepe.
El 16 de junio de 2007, Manuel Andrés González revalida el cargo de alcalde obteniendo una mayoría absoluta aplastante con 13 concejales de los 21 que conforman la Corporación Municipal y prácticamente el 60% de los votos.
En las elecciones del 22 de mayo de 2011, González consiguió su tercer mandato al frente del Ayuntamiento lepero y su segunda mayoría absoluta, manteniendo en 13 el número de concejales obtenidos en las urnas por el Partido Popular de los 21 posibles. El 3 de octubre de 2013 presentó su renuncia al cargo de alcalde, así como al de concejal, manteniendo su cargo como diputado en el Parlamento de Andalucía por la provincia de Huelva. Su sucesor al frente del Consistorio lepero fue Juan Manuel González Camacho, quien había concurrido con González como número dos en las elecciones municipales de 2011.

### Partido Popular de Huelva
Manuel Andrés fue elegido presidente del Partido Popular de Huelva el 28 de noviembre de 2008, cargo que revalidó posteriormente en el XIV Congreso Provincial de 2012 con el 97,73 por ciento de los compromisarios, en el XV Congreso Provincial de 2017 con el 96,9% de los votos. y en el XVI Congreso Provincial PP, celebrado el 22 de mayo de 2021, con el respaldo del 90% de los compromisarios.
Es miembro del Comité Ejecutivo Provincial del Partido Popular de Huelva desde 2001, miembro del Comité Ejecutivo Regional del Partido Popular Andaluz desde 2004 y miembro de la Junta Directiva Nacional del Partido Popular (máximo órgano de dirección del partido) desde 2008.

### Parlamento de Andalucía
En las elecciones al Parlamento de Andalucía del 25 de marzo de 2012, Manuel Andrés González fue elegido Diputado del Parlamento de Andalucía por Huelva. En la sesión constitutiva de la IX Legislatura de la Cámara Autonómica, celebrada el 19 de abril de 2012, fue proclamado Secretario Segundo de la Mesa del Parlamento de Andalucía, siendo este el órgano rector de la Cámara, a la que representa en los distintos actos a los que asista. Además, la Mesa organiza el trabajo interno de la Cámara y decide sobre la tramitación de las diferentes iniciativas legislativas.
Resultó elegido, de nuevo, Diputado del Parlamento de Andalucía, junto con otros dos diputados, por Huelva en las elecciones al Elecciones al Parlamento de Andalucía de 2015. La sesión constitutiva de la X Legislatura de la Cámara Autonómica se celebró el 16 de abril de 2015 y en la misma fue propuesto como candidato del Partido Popular para la presidencia del Parlamento de Andalucía, obteniendo un total de 33 votos. No habiendo obtenido candidato alguno la mayoría absoluta se repitió la elección para la presidencia del Parlamento de Andalucía, quedando proclamado el  Juan Pablo Durán, candidato propuesto por el PSOE con un total de 47 votos.
Durante la X Legislatura del Parlamento de Andalucía fue Secretario de la Comisión del Estatuto del Diputado, miembro de la Comisión de Empleo y miembro de la Comisión de Agricultura de la Cámara Autonómica. Además, fue designado por el Grupo Popular Portavoz Adjunto del Partido Popular Andaluz y Portavoz de Agricultura en el Parlamento de Andalucía.
Fue reelegido en las elecciones al Parlamento de Andalucía celebradas el 2 se diciembre de 2018, en las que el Partido Popular obtuvo tres diputados por la provincia de Huelva. El 27 de diciembre de 2018 se celebró la Sesión Constitutiva, con la que dio comienzo la XI Legislatura del Parlamento de Andalucía, y fue proclamado de nuevo Secretario Segundo de la Mesa del Parlamento de Andalucía En 2022 se convierte en secretario primero de la Mesa del Parlamento andaluz.